# Sathrochthonius insulanus
Espèce
Sathrochthonius insulanus est une espèce de pseudoscorpions de la famille des Chthoniidae.

## Distribution
Cette espèce est endémique de l'île Lord Howe en Nouvelle-Galles du Sud en Australie,.

## Description
Sathrochthonius insulanus mesure de 1,0 à 1,2 mm.

## Publication originale
- Beier, 1976 : The pseudoscorpions of New Zealand, Norfolk, and Lord Howe. New Zealand Journal of Zoology, vol. 3, no 3, p. 199-246 (texte intégral).